# Peter Kuhn (General)
Peter Kuhn (* 4. Februar 1942 in Rothenbach) ist ein Brigadegeneral außer Dienst des Heeres der Bundeswehr.

## Leben
Kuhn absolvierte das Abitur und trat 1962 in die Bundeswehr ein, wo er von 1962 bis 1964 zum Reserveoffizier der Instandsetzungstruppe ausgebildet wurde. Von 1964 bis 1966 studierte er Maschinenbau an der Technischen Hochschule München und trat 1966 wieder in die Bundeswehr ein. 1966 bis 1967 absolvierte er den Offizierlehrgang I und II an der Heeresoffizierschule III in München und durchlief anschließend ein Praktikum bei Daimler-Benz. Von 1968 bis 1974 studierte er Maschinenbau an der Akademie des Heeres für Maschinenwesen und der Technischen Hochschule Darmstadt mit Abschluss Diplom-Ingenieur. Von 1974 bis 1976 war er Instandsetzungsoffizier und Kompaniechef der Instandsetzungskompanie 240.
Von 1976 bis 1978 absolvierte Behne den 19. Generalstabslehrgang Heer an der Führungsakademie der Bundeswehr in Hamburg, wo er zum Offizier im Generalstabsdienst ausgebildet wurde. Anschließend war er von 1978 bis 1980 Generalstabsoffizier für Internationale Zusammenarbeit im in der G3-Abteilung des Heeresamtes in Köln, von 1980 bis 1982 Generalstabsoffizier für Planung, Ausbildung und Organisation (G3) der Panzerbrigade 29, von 1982 bis 1984 Bataillonskommandeur des Instandsetzungsbataillons 220 und von 1984 bis 1986 Adjutant beim Inspekteur des Heeres. Von 1986 bis 1987 nahm er am Lehrgang am NATO Defense College in Rom teil und war danach von 1987 bis 1990 Section Chief Operations Division, Chief SACEUR's Study Group und Section Chief in der Force Comparision & Analysis Section in der Policy Division im Supreme Headquarters Allied Powers Europe der NATO in Mons in Belgien. Anschließend war er von 1991 bis 1994 Referatsleiter VI 5 (Studiengruppen, Forderungen an neues Wehrmaterial und Technologie) im Bundesministerium der Verteidigung auf der Hardthöhe in Bonn.
Kuhn war von 1994 bis 1997 Brigadekommandeur der Logistikbrigade 2 und in seiner letzten Verwendung ab Oktober 1997 Unterabteilungsleiter V in der Hauptabteilung Rüstung im Bundesministerium der Verteidigung. Mit Ablauf des Februar 2003 wurde er in den Ruhestand versetzt.
Kuhn ist evangelisch, verheiratet und hat zwei Söhne.